# Église Saint-Pierre de Muchedent
Pour les articles homonymes, voir Église Saint-Pierre.
L'église Saint-Pierre est une église catholique située à Muchedent, en France.

## Localisation
L'église est située à Muchedent, commune du département français de la Seine-Maritime. 

## Historique
L'église primitive est bâtie au XIe siècle et modifiée au XIIIe siècle. 
L'édifice est très remanié aux XVIe siècle et XVIIe siècle et des parties romanes sont détruites.
Au XVIIIe siècle les fenêtres sont agrandies.
L'édifice est classé au titre des monuments historiques par arrêté du 19 juin 1981.

## Description
L'église est en pierre, silex et grès.
L'édifice conserve des vestiges de fresque et des pierres tombales du XVIe siècle.
Des statues polychromes de saint Antoine et saint Gilles datables du XVe siècle-XVIIe siècle. En outre deux retables en bois polychromes de 1580 sont conservés : un des deux consacrés à Marie comprend une statue du XIIIe siècle, et le second est dédié à saint Nicolas et est pourvu d'une statue du XVIe siècle. Un coffre du milieu du XVIIIe siècle est également présent dans l'édifice, ayant conservé des reliques et des aumônes destinées aux indigents de la paroisse.